# Cephalaralia
Cephalaralia é um género botânico pertencente à família Araliaceae.

## Espécies
Contém apenas uma espécie:
- Cephalaralia cephalobotrys (F.Muell.) Harms